# Грофф, Клод
Клод Грофф (фр. Claude Groff) — французский кёрлингист.
В составе мужской сборной Франции участник чемпионата мира 1980 (заняли десятое место) и чемпионата Европы 1983 (заняли восьмое место).
Играл в основном на позициях первого и второго.

## Команды
| Сезон   | Четвёртый   | Третий          | Второй              | Первый      | Турниры            |
| ------- | ----------- | --------------- | ------------------- | ----------- | ------------------ |
| 1979—80 | Рене Робер  | Жан-Марк Косере | Клод Грофф          | Анри Мюллер | ЧМ 1980 (10 место) |
| 1983—84 | Анри Мюллер | Рене Робер      | Fernand Schillinger | Клод Грофф  | ЧЕ 1983 (8 место)  |

(скипы выделены полужирным шрифтом)